# Gyód
Gyód (németül: Jood) község Baranya vármegyében, a Pécsi járásban, Pécstől 6 kilométerre délnyugatra.

## Fekvése
A falu egy völgyben helyezkedik el. Környékét a baranyai falvakhoz hasonlóan szőlők határolják.
Mindössze három települési szomszédja van: északkelet és kelet felől Keszüvel, dél felől Regenyével, nyugat és északnyugat felől pedig Pellérddel határos.

### Megközelítése
Közúton ma csak Keszün át közelíthető meg, az 5816-os útból dél felé kiágazó 58 101-es számú mellékúton. Az 5801-es út keresztespusztai szakasza felől egy alsóbbrendű, burkolatlan úton érhető el.

## Nevének eredete
A falu neve a magyar dió főnév -d képzős származéka, jelentése: diófával benőtt hely.

## Története
Az írásos emlékekben 1511-ben jelent meg, Gyod névalakban.  A török megszállás végére elnéptelenedett településre csak a 18. század után telepítettek németeket.  A 19. század végén több magyar család költözött a településre. 2001-ben a lakosságnak már csak 3,6%-a vallotta magát németnek, a többi nagyrészt magyar.

## A település ma
A római katolikus vallású lakosságnak nincs temploma; a közelmúltban imaházat hoztak létre. Az infrastrukturális ellátottság igen jó: vezetékes ivóvíz, földgáz- és telefonhálózat van a faluban, és a szilárd hulladék összegyűjtését és elszállítását is megszervezték, 2006-ban a csatornahálózat is elkészült.

## Közélete

### Polgármesterei
- 1990–1994: Ifj. Schmidt Ferenc (független)[3]
- 1994–1998: Schmidt Ferenc (független)[4]
- 1998–2002: Schmidt Ferenc (független német kisebbségi)[5]
- 2002–2006: Schmidt Ferenc (független német kisebbségi)[6]
- 2006–2010: Schmidt Ferenc (független)[7]
- 2010–2014: Schmidt Ferenc József (független)[8]
- 2014–2019: Schmidt Ferenc József (független)[9]
- 2019–2024: Schmidt Ferenc József (független)[10]
- 2024– : Medgyesi Antal (független)[1]

## Kultúra
A település kulturális karakterét a német nemzetiségre jellemző erős civil társadalmi jelenlét határozza meg. A kis létszámú, lelkes község példamutatóan tevékeny, minden lehetőséget megragad a falu fejlesztésére, a fejlesztési források elnyerésére. A település különleges jellegzetessége, hogy a cigányságot is képes volt integrálni.

## Népesség
A település népességének változása:
| Lakosok száma | 649  | 636  | 640  | 689  | 711  | 724  | 743  | 777  |
|               | 2013 | 2014 | 2015 | 2019 | 2021 | 2022 | 2023 | 2024 |

A 2011-es népszámlálás során a lakosok 91,6%-a magyarnak, 1,2% cigánynak, 1,5% horvátnak, 9,8% németnek mondta magát (8,4% nem nyilatkozott; a kettős identitások miatt a végösszeg nagyobb lehet 100%-nál). A vallási megoszlás a következő volt: római katolikus 54,6%, református 3,1%, evangélikus 0,4%, görögkatolikus 0,3%, felekezeten kívüli 20,1% (20,7% nem nyilatkozott).
2022-ben a lakosság 87,8%-a vallotta magát magyarnak, 9,1% németnek, 1,8% horvátnak, 1% cigánynak, 0,4% románnak, 0,3% bolgárnak, 0,3% szlováknak, 0,1-0,1% szerbnek és görögnek, 2,8% egyéb, nem hazai nemzetiségűnek (12,2% nem nyilatkozott; a kettős identitások miatt a végösszeg nagyobb lehet 100%-nál). Vallásuk szerint 35,4% volt római katolikus, 2,1% református, 0,4% evangélikus, 0,3% görög katolikus, 1,2% egyéb keresztény, 0,8% egyéb katolikus, 21% felekezeten kívüli (38,1% nem válaszolt).